# Episodi di Shin seiki Duel Masters Flash
Shin seiki Duel Masters Flash (新星輝 デュエル･マスターズ フラッシュ?, Shin seiki Dyueru Masutāzu Furasshu) è stato trasmesso originalmente in Giappone dal 10 aprile 2006 al 19 marzo 2007 su TV Tokyo per un totale di 24 episodi. La sigla d'apertura è Kagayaku shunkan (輝く瞬間? lett. "Momento splendente") cantata da Masanosuke.

Il logo della serie

La serie è basata sullo stesso universo di Duel Masters e Duel Masters Charge, ma la trama è ambientata in un futuro in cui Shobu non esiste più. Il gioco di carte si è evoluto grazie ad una nuova tecnologia.
La storia ruota attorno a Teru Yumemi, sua sorella maggiore Cocoro Yumemi e i loro amici che incontreranno Rei Kakami. Rei è una discendente di una famiglia che possiede il misterioso ciondolo ARC, nel quale è contenuto il grande spirito di Duel Masters. La donna assieme ai suoi parenti protegge il pendente dalle grinfie di un'organizzazione malvagia conosciuta con il nome di Nest e per questo motivo la stessa custode non crede in nessuno e perciò combatte da sola, finché un giorno trovatasi con le spalle al muro, viene aiutata da Teru e da sua sorella.
Riconoscendo finalmente l'onestà del ragazzo, avverte in lui anche grande spirito in cui credere e così decide di portare il gruppetto di amici dal nonno, Kenshiro Kukami, il quale ha un dojo nel quale insegna le regole del gioco di carte. Teru decide di diventare più forte allenandosi nella palestra, in modo da non essere oscurato dalla figura della sorella, anche lei duellante, e per ottenere il potere necessario per proteggere i suoi amici.

## Lista episodi
| Nº | Titolo italiano (traduzione letterale) Giapponese 「Kanji」 - Rōmaji            | In onda           | In onda |
| Nº | Titolo italiano (traduzione letterale) Giapponese 「Kanji」 - Rōmaji            | Giapponese        |         |
| 1  | Un nuovo splendore! 「新たな輝き!」 - Aratana kagayaki!                         | 10 aprile 2006    |         |
| 2  | La carta del destino 「運命のカード」 - Unmei no Kādo                           | 24 aprile 2006    |         |
| 3  | L'Arc rubato 「奪われたアーク」 - Ubawareta Āku                                 | 8 maggio 2006     |         |
| 4  | Amico 「ともだち」 - Tomodachi                                                  | 22 maggio 2006    |         |
| 5  | Sconfitta 「敗北」 - Haiboku                                                    | 5 giugno 2006     |         |
| 6  | Alzati! Teru 「立ち上がれ！テル」 - Tachiagare! Teru                            | 19 giugno 2006    |         |
| 7  | Il segreto dell'Arc 「アークの秘密」 - Āku no himitsu                           | 3 luglio 2006     |         |
| 8  | Compagno 「仲間」 - Nakama                                                      | 17 luglio 2006    |         |
| 9  | Il prescelto 「選ばれし者」 - Erabareshi mono                                   | 4 settembre 2006  |         |
| 10 | Hayate VS Hawk 「ハヤテVSホーク」 - Hayate VS Hōku                              | 11 settembre 2006 |         |
| 11 | Sospetto 「疑い」 - Utagai                                                      | 18 settembre 2006 |         |
| 12 | Addio 「別れ」 - Wakare                                                         | 25 settembre 2006 |         |
| 13 | Una nuova speranza 「新たな希望」 - Aratana kibō                                | 9 ottobre 2006    |         |
| 14 | Brucia! Chishio 「燃えろ!チシオ」 - Moero! Chishio                              | 23 ottobre 2006   |         |
| 15 | Il cuore di Cocoro 「ココロの心」 - Kokoro no kokoro                            | 6 novembre 2006   |         |
| 16 | Il duellante leggendario 「伝説のデュエリスト」 - Densetsu no Dyuerisuto        | 20 novembre 2006  |         |
| 17 | Il dio cavaliere drago 「超竜騎神」 - Chō ryū kishin                            | 4 dicembre 2006   |         |
| 18 | L'obiettivo di Nest 「ネストの狙い」 - Nesuto no nerai                          | 18 dicembre 2006  |         |
| 19 | L'invito a chiudere di Pakoneko! 「パコネコ危機一髪!」 - Pakoneko kiki ippatsu! | 8 gennaio 2007    |         |
| 20 | Svegliati! Chishio 「めざめろ!チシオ」 - Mezamero! Chishio                      | 22 gennaio 2007   |         |
| 21 | Riunione 「再会」 - Saikai                                                      | 5 febbraio 2007   |         |
| 22 | La resurrezione del drago custode 「守護竜復活」 - Shugo ryū fukkatsu           | 19 febbraio 2007  |         |
| 23 | Teru VS Hayate 「テルVSハヤテ」 - Teru VS Hayate                                | 5 marzo 2007      |         |
| 24 | La battaglia finale 「最後の戦い」 - Saigo no tatakai                           | 19 marzo 2007     |         |